# Prividno gibanje planeta
Prividno gibanje planeta po našem nebu rezultat je gibanja kako samih planeta, tako i Zemlje.
Još su stari narodi primijetili da se 5 planeta, ili zvijezda lutalica, kako su ih zvali stari grci (grčki: plane = lutanje), pomiču u odnosu na zvjezdanu pozadinu. Mjesec i 5 planeta vidljivih golim okom (Merkur, Venera, Mars, Jupiter i Saturn) prolaze kroz 13 zviježđa, tzv. zviježđa zodijaka, vrlo blizu ekliptici, kružnici koja opisuje godišnji put Sunca po nebeskom svodu.
Ako isključimo dnevno gibanje cijelog nebeskog svoda od istoka prema zapadu (zbog rotacije Zemlje), planeti pokazuju neobično gibanje u odnosu na zvjezdanu pozadinu. Planeti se većinu vremena gibaju od zapada prema istoku, kao i Sunce i Mjesec, zatim stanu, krenu nazad prema zapadu (retrogradno), opet stanu, te nastave svoje uobičajeno gibanje od zapada prema istoku. Retrogradno gibanje uvijek traje podjednako za pojedini planet: 17 dana za Merkur, 41 za Veneru, 70 za Mars itd.
Uzrok ovako složenom gibanju je gibanje tijela koje promatramo te gibanje same Zemlje na kojoj je promatrač.

## Donji i gornji planeti
Prema položaju orbite planeta prema Zemljinoj orbiti razlikujemo tzv. gornje i donje planete. Ponekad ih se naziva i unutarnji i vanjski, no ti se izrazi ponekad koriste za terestričke i jovijanske planete (dijeli ih glavni asteroidni pojas), pa može doći do nesporazuma. Donji planeti su Merkur i Venera, a gornji Mars, Jupiter, Saturn, Uran i Neptun.

### Donji planeti
Donji planeti se nalaze unutar Zemljine putanje, pa se na nebu nikada ne udaljuju previše od Sunca, zbog čega ih možemo vidjeti samo u sumrak ili u zoru. Kad jedan od donjih planeta prolazi iza Sunca kažemo da je u gornjoj konjunkciji. Prolazak Merkura ili Venere ispred Sunca zovemo donja konjunkcija.
Zbog činjenica da su putanje planeta nagnute prema ekliptici, donji planet neće pri svakoj donjoj konjunkciji proći ispred Sunčeva diska, već sjeverno ili južno od njega. Pojava prelaska planeta ispred Sunca vrlo je rijetka i naziva se tranzit. Do tranzita Merkura može doći samo u svibnju i studenom, dok se tranziti Venere uvijek događaju u lipnju i prosincu.
Kut između Sunca i planeta zovemo elongacija. Kada je planet istočno/zapadno od Sunca, kažemo da je u istočnoj/zapadnoj elongaciji. Kada se planet maksimalno (na Zemaljskom nebu) udalji od Sunca kažemo da je u maksimalnoj istočnoj (ili zapadnoj) elongaciji (slika 2.). Planet se u istočnoj elongaciji može vidjeti samo predvečer, a u zapadnoj samo pred zoru. Donji planet se nikada ne može vidjeti cijelu noć, jer bi to značilo da je na suprotnoj strani od Sunca, što nije moguće (slika 2.).

### Gornji planeti
Za razliku od donjih planeta, gornji planeti mogu biti iznad obzora u bilo koje doba noći. Prolazak gornjeg planeta iza Sunca zovemo konjunkcija, a prolaz Zemlje između Sunca i danog planeta zovemo opozicija. U vrijeme konjukcije planet je najdalje od Zemlje te je skriven sjajem Sunca, dok je u vrijeme opozicije najbliže Zemlji, vidi se pod najvećim kutom i moguće ga je pratiti cijelu noć. Položaj u kojem je elongacija planeta jednaka 90° naziva se kvadratura.
Planeti bliži Suncu imaju kraću godinu (po 3. Keplerovu zakonu), pa uvijek "prestižu" planete dalje Suncu. Retrogradno gibanje planeta na nebeskom svodu događa se upravo u vrijeme kada jedan od donjih planeta (dok je u donjoj konjunkciji) prestiže Zemlju odnosno kada Zemlja prestiže gornji planet (koji je tada u opoziciji).
Interval između dvije uzastopne konfiguracije (konjunkcija ili opozicija) planeta naziva se sinodička godina i uvijek je dulja od sideričke godine tog planeta (zato što svi planeti obilaze Sunce u istom smjeru).
Planeti, kao i Mjesec, pokazuju faze. Faza planeta se definira kao omjer širine vidljivog diska i stvarne širine diska (uključujući i dio koji je u tami). Donji planeti mogu imati fazu između 0 i 1, dok gornji planeti uvijek imaju fazu iznad određenog iznosa. Minimalna faza Marsa je 0.83, Jupitera 0.99, dok dalji planeti imaju još manja odstupanja od pune faze.